# Парафія Пьовтюя

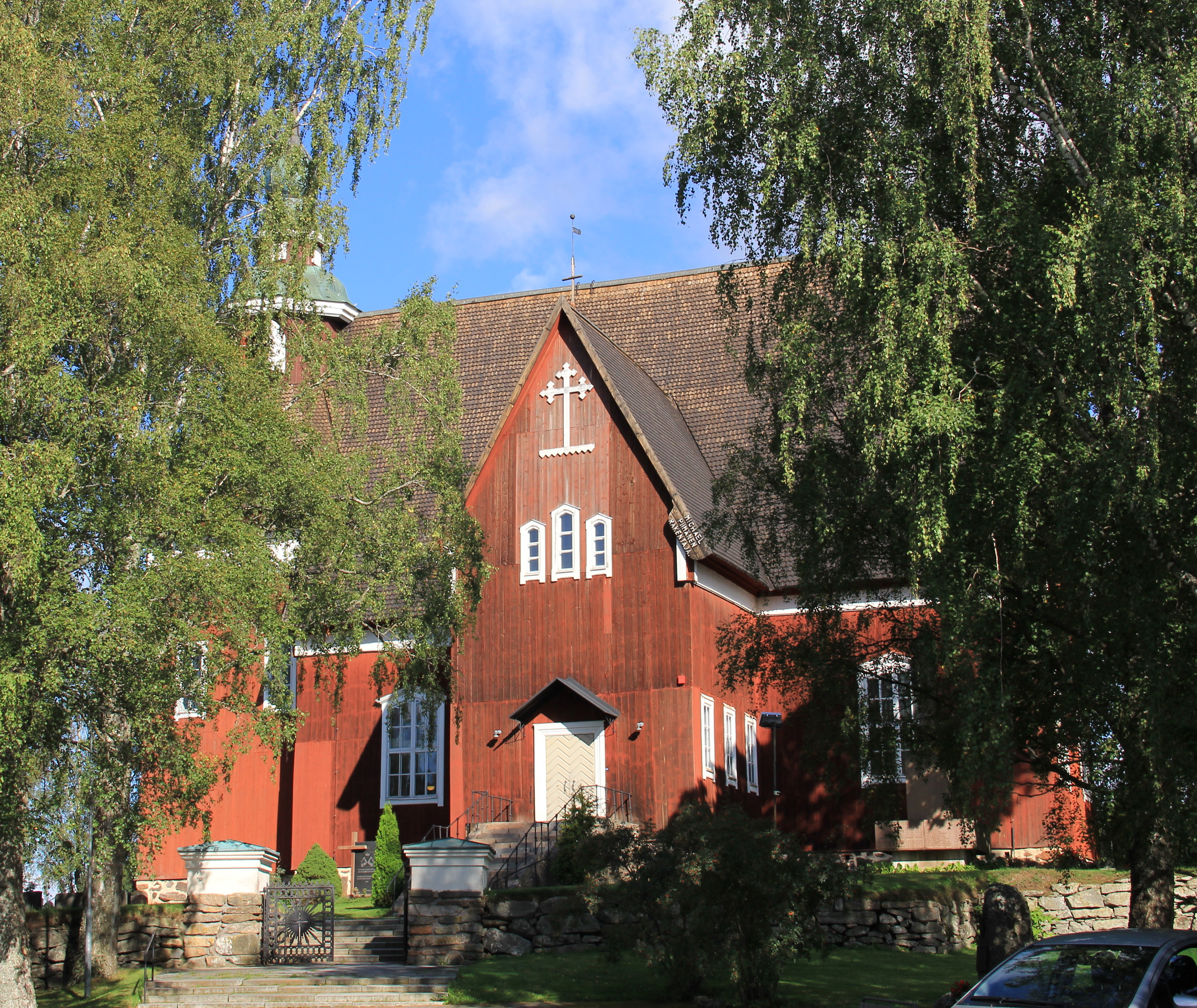
Найстарішою церквою парафії є церква Юляне, побудована Мікаелем Піїмяненом і завершена в 1782 році.

Парафія Пьовтюя (фін. Pöytyän seurakunta) — це парафія Євангелічно-лютеранської церкви Фінляндії, що діє на території муніципалітетів Оріпяа та Пьовтюя у регіоні Південно-Західна Фінляндія. Вона входить до Паіміоського деканату та Архієпископії Турку.
У серпні 2024 року до парафії Пьовтюя належало 6 946 членів. Кількість членів парафії помітно зменшувалася протягом 2000-х років: на кінець 2000 року вона становила 9 045 осіб, на кінець 2010 року — 8 724 особи, а на кінець 2020 року — 7 504 особи. У серпні 2024 року в парафії працювали 36 співробітників.

## Історія
Історія парафії починається з 1366 року, коли церковна парафія Пьовтюя вперше згадується в документах. На той час парафія вже мала власну церкву і священника.
Унаслідок адміністративно-церковних об'єднань до парафії Пьовтюя приєдналися парафія Карінайстен у 2005 році та парафія Юляне у 2009 році.

### Оріпяа як церковна область
Парафії Оріпяа та Пьовтюя розпочали переговори про об'єднання у 2015 році. На початку 2016 року був укладений попередній договір про наміри, який було розглянуто керівними органами обох парафій. Остаточне рішення ухвалив церковний уряд, який на засіданні 7 червня 2016 року затвердив ліквідацію парафії Оріпяа з 31 грудня 2016 року та її приєднання до парафії Пьовтюя як окремої церковної області з 1 січня 2017 року. У зв'язку з розширенням парафії Пьовтюя проведено позачергові парафіяльні вибори. Об'єднання парафій не супроводжувалося об'єднанням муніципалітетів.
Парафія поділена на чотири церковні області: Карінайнен, Пьовтюя, Оріпяа та Юляне. Їхні межі відповідають колишнім муніципальним і парафіяльним кордонам, а в разі Оріпяа — межам чинного муніципалітету, оскільки він залишився окремою адміністративною одиницею.

## Церковні споруди парафії
У парафії є чотири церкви, усі збудовані у формі видовженого храму з вежами на фронтоні:
- Церква Карінайстен(інші мови)
- Церква Оріпяа(інші мови)
- Церква Пьовтюя(інші мови)
- Церква Юляне

Парафіяльні будинки в Юляне, Пьовтюя та Оріпяа розташовані поруч із церквами, тоді як парафіяльний дім Карінайстен знаходиться трохи далі — у селищі Кюро. Четвертий парафіяльний дім розташований у Рійгікоскі. У Юляне також є «Кантторіла» — приміщення для гурткової роботи, облаштоване в колишній квартирі кантора. Парафіяльний офіс розміщено в церковному селі Пьовтюя.